# Аперитив
Аперитив (фр. apéritif или итал. aperitivo) је алкохолно пиће које служи за „отварање апетита” пре главног јела. Често се служи уз неку малу храну, као што су маслине или крекери. Реч аперитив потиче од латинске речи aperire, што значи „отворити”.
Аперитив се одређује према храни која се сервира пре главног јела. То укључује храну која се може јести прстима, као што су пистаћи, чипс или осољени ораси. У ширем смислу, аперитив се односи на све врсте хране (мали колачи, исечено воће, исечено месо и сиреви), у зависности од врсте кухиње.
Аперитив се може односити на друштвена окупљања са коктелима и лаком храном, без обавезе да се после тога једе главно јело.